# Green Mountains
Die Green Mountains sind ein Mittelgebirge im US-Bundesstaat Vermont, das geologisch zum laurentinischen Bergland Kanadas gehört, geographisch jedoch häufig den Appalachen zugerechnet wird. Die Gebirgszone verläuft in fast gerader Linie von East Richford im Norden mit dem Jay Peak (1177 m) an der Grenze zur Provinz Québec in Kanada über etwa 402 km (250 Meilen) bis hin in den Süden zur Grenze zum Nachbarstaat Massachusetts. Die maximale Breite beträgt 58 km (36 Meilen).
Viele Gipfel sind höher als 900 m; die höchste Erhebung mit 1339 m ist der Mount Mansfield, 16 km (10 Meilen) nordöstlich von Burlington. Dabei sind die meist mit Laubwald (Ahorn) bedeckten, sanften Anhöhen ein merklicher Unterschied zu dem rauen Granitmassiv der nahen White Mountains im Norden New Hampshires. Außerdem ist das Wetter zur Zeit des Indian Summer in den Green Mountains im Oktober noch milder als im Nachbarstaat.
Französische Siedler, die sich vor den Engländern in der Gegend dauerhaft niederließen, gaben der Umgebung – so die Überlieferung – den Namen „les monts vert“, die grünen Berge.